# Trentepohlia distigma
Trentepohlia distigma är en tvåvingeart som beskrevs av Edwards 1928. Trentepohlia distigma ingår i släktet Trentepohlia och familjen småharkrankar. Inga underarter finns listade i Catalogue of Life.